# Puszczykowate
Puszczykowate (Strigidae) – rodzina ptaków z rzędu sów (Strigiformes).

## Zasięg występowania
Obejmuje gatunki mięsożerne, zamieszkujące niemal cały świat.

## Charakterystyka
Ptaki te charakteryzują się następującymi cechami:
- okrągła szlara
- mocny dziób
- stosunkowo krótkie nogi
- znoszą niemal okrągłe jaja.

## Podział systematyczny
Do rodziny należą następujące podrodziny:
- Hieraglaucinae Bonaparte, 1854 – sowice
- Surniinae Bonaparte, 1838 – sóweczki
- Striginae Leach, 1819 – puszczyki